# Lega de Mwenga
Le lega de Mwenga est une langue bantoue faisant partie du continuum linguistique du kilega, parlée en République démocratique du Congo par les Lega, dans le territoire de Mwenga du Sud-Kivu par 44 900 locuteurs en 2000.

## Nom
Le lega de Mwenga est aussi appelé ileka ishile, ishile, isile, kilega, kirega, lega-ntata, leka-shile, leka-sile, rega, shile.

## Dialectes
Les bases de données linguistiques Ethnologue et Glottolog recensent les dialectes suivants pour le lega de Mwenga : Bilembo-Mango, Ibanda, Isopo, Iyoko, Lusenge, Mizulo,.

## Similarité lexicale
Les locuteurs du lega de Mwenga disent que la compréhension du lega de Shabunda et du bembe est difficile.
La base de données linguistique Ethnologue a mesuré les similarités lexicales suivantes du lega de Shabunda avec les langues voisines : 
| Langue           | Code ISO 639-3 | Similarité lexicale |
| ---------------- | -------------- | ------------------- |
| Lega de Shabunda | lgm            | 67–81 %             |
| Bembe            | bmb            | 76-84 %             |
| Buyu             | byi            | 60 %                |
| Mituku           | zmq            | 50 %                |
| Enya (en)        | gey            | 50 %                |
| Zimba (en)       | zmb            | 50 %                |
| Nyanga           | nyj            | 45 %                |